# Eriko Arakawa
Eriko Arakawa (jap. 荒川 恵理子, Arakawa Eriko; * 30. Oktober 1979 in Nerima) ist eine japanische Fußballspielerin.

## Karriere

### Verein
Sie begann ihre Karriere bei Nippon TV Beleza, wo sie von 1997 bis 2009 spielte. Danach spielte er bei FC Gold Pride, Urawa Reds, Chifure AS Elfen Saitama und Nippon Sport Science University Fields Yokohama.

### Nationalmannschaft
Im Jahr 2000 debütierte Arakawa für die japanischen Nationalmannschaft. Sie wurde in den Kader der Weltmeisterschaft der Frauen 2003 und 2007 und Olympischen Sommerspiele 2004 und 2008 berufen. Insgesamt bestritt sie 72 Länderspiele für Japan.

## Errungene Titel

### Mit Vereinen
- Nihon Joshi Soccer League: 2000, 2001, 2002, 2005, 2006, 2007, 2008, 2015

### Persönliche Auszeichnungen
- Nihon Joshi Soccer League Best XI: 2003, 2004, 2010